# هنریک لوندکویست
هنریک لوندکویست (انگلیسی: Henrik Lundqvist؛ زادهٔ ۲ مارس ۱۹۸۲) بازیکن هاکی روی یخ اهل سوئد است.
از باشگاه‌هایی که در آن بازی کرده‌است می‌توان به نیویورک رنجرز اشاره کرد.